# Ai no Kotodama
Ai no Kotodama (愛の言霊 lit. Palabras de devoción?) es una película japonesa dirigida por Satoshi Kaneda y estrenada el 27 de octubre de 2007. Se basa en el manga homónimo de Keiko Konno, y se centra en Tachibana y Ōtani, una joven pareja de amantes cuya relación se encuentra en la cuerda floja debido a sus constantes inseguridades y celos. En 2010, fue estrenada una secuela titulada Ai no Kotodama: Sekai no Hate Made. Una versión en DVD fue lanzada el 25 de enero de 2008.

## Argumento
Shin'ya Ōtani (Hidenori Tokuyama) y Miyako Tachibana (Yasuka Saitō) han sido inseparables desde la escuela secundaria. Ahora estudiantes universitarios, ambos viven juntos en un apartamento alquilado en la ciudad y pasan el día a día feliz de tenerse el uno al otro, a pesar de mantener su relación en secreto para evitar complicaciones innecesarias. Sin embargo, su feliz relación comienza a resquebrajarse cuando la pareja se reencuentra con Yukiko Mizusawa (Rinako Matsuoka), una vieja amiga de la secundaria. Mientras que Tachibana la recibe con los brazos abiertos, Ōtani no se muestra igual de entusiasmado que este debido a que en la escuela solía haber rumores de que Tachibana y Mizusawa eran novios.
A medida que el tiempo transcurre, Ōtani no puede evitar sentirse cada vez más celoso y envidioso hacia Mizusawa, sobre todo tras darse cuenta de lo perfecta que era y creer que estaba enamorada de Tachibana. Sus celos solo crecen cuando esta le obsequia a Tachibana una fragancia por su cumpleaños llamada "Jealousy", que resulta ser la misma que ella usa. Ōtani se vuelve cada vez más hosco y antipático, incluso comenzando a dudar de los sentimientos de su pareja hacia él y tratándole con frialdad. Esta situación continúa hasta que, debido a una serie de malentendidos tras otro, ambos discuten y deciden separarse por un tiempo.
Ōtani se reugia en el apartamento de Shōgo Sunōchi (Masashi Kagami), un amigo de la universidad que lidia con una relación a larga distancia con un joven estadounidense. Tachibana, por su parte, intenta arreglar las cosas entre ambos y envía a Ōtani un mensaje de texto citándolo para hablar, pero este no lo ve puesto que su móvil deja de funcionar tras mojarse. Creyendo que Ōtani le había ignorado, Tachibana comienza a caer en depresión. Mizusawa, consciente de que algo malo estaba sucediendo entre ambos jóvenes, encuentra el coraje para confesarle a Ōtani que en realidad era él y no Tachibana de quien siempre había estado enamorada, solo para llegar a la realización de que Ōtani y Tachibana eran de hecho, una pareja. Tras aclararse las cosas, Ōtani y Tachibana hacen las paces. Ōtani, arrepentido por su comportamiento, invita a Mizusawa a lanzar fuegos artificiales con ellos en su universidad, donde Mizusawa llega a la conclusión de que sus sentimientos por Ōtani nunca serían correspondidos, pero que eso estaba bien porque siempre había disfrutado verlos juntos. La película termina con Ōtani y Tachibana siendo nuevamente una pareja feliz y disfrutando de su compañía, con Ōtani esperando que algún día sus palabras de amor, teniendo tanto poder, logren hacerse realidad. 

## Reparto
- Yasuka Saitō como Miyako Tachibana
- Hidenori Tokuyama como Shin'ya Ōtani
- Rinako Matsuoka como Yukiko "Yuki" Mizusawa
- Masashi Kagami como Shōgo Sunōchi
- Junko Ōkura como Kana Morikawa
- Yui Iwata como Yūko Kitagaki
- Kentarō Sakai como Dueño de la tienda de ramen
- Kimiaki Tasaka
- Shiomi Andō

## Producción
La composición de la música estuvo a cargo de Moku. El tema utilizado para los créditos finales fue eve interpretado por Hidenori Tokuyama. Tokuyama también interpretó el tema Life, insertado más adelante en la película. Una secuela, Ai no Kotodama: Sekai no Hate Made, fue estrenada el 7 de agosto de 2010 con argumento y elenco nuevo. Yasuka Saitō repitió su rol como Miyako Tachibana en un papel secundario.